# Washington (Vermont)
Washington – miasto w Stanach Zjednoczonych, w stanie Vermont, w hrabstwie Orange.